# Vol Stavropolskaya Aktsionernaya Avia 1023
Le 18 mars 1997, un Antonov An-24RV assurant le vol Stavropolskaya Aktsionernaya Avia 1023, un vol charter international reliant Stavropol, dans le sud de la Russie, et Trabzon, en Turquie, opéré par la compagnie aérienne russe Stavropolskaya Aktsionernaya Avia, a subi une défaillance structurelle en vol et s'est écrasé dans une forêt, tuant les 50 passagers et membres d'équipage à bord.

## Accident
Le vol 1023 est un vol charter fréquemment opéré entre Stavropol et Trabzon, sur la côte turque de la mer Noire ; il a décollé de l'aéroport de Stavropol Shpakovskoye (en), transportant 6 membres d'équipage et 44 passagers, principalement des commerçants qui prévoyaient d'acheter des biens de consommation bon marché en Turquie, ainsi que l'un des directeurs de la compagnie aérienne.
Le vol se trouvait à une altitude de 17 700 pieds (5 400 m) 37 minutes après le décollage, lorsque le contrôle aérien a perdu le contact radio avec lui. 
L'épave de l'appareil a été retrouvée dispersée sur une vaste zone dans une forêt près du village de Prigorodny, à l'est de Tcherkessk, dans le nord du Caucase. La queue de l'avion a été découverte à 1,5 kilomètre du reste des débris, ce qui suggère que l'avion s'est probablement désintégré en plein vol. Les 50 personnes à bord ont toute péri dans l'accident.

## Enquête
L'enquête sur l'accident a révélé que l'avion, qui revenait récemment d'une longue période de service au Congo, a subi une corrosion massive de l'ensemble de sa structure, qui a fini par provoquer la rupture de la queue de l'avion en vol.
L'accident a également été imputé à une non-détection des signes de fatigue lors de l'inspection de maintenance, car le délai autorisé entre les différentes inspections de maintenance a été dépassé, en violation des exigences en vigueur.